# Luyi
Luyi är ett härad som lyder under Zhoukous stad på prefekturnivå i Henan-provinsen i centrala Kina. Det ligger omkring 190 kilometer sydost om provinshuvudstaden Zhengzhou. 